# Sabana (Bonaire)
Sabana is een wijk op het Caribische eiland Bonaire. De naam betekent kleed, omdat het als (voormalig) moerasgebied al het water van de omgevende wijken opzoog. Tegenwoordig is het een multiculturele wijk met inwoners uit alle windstreken. Ook zijn er veel bedrijven te vinden.